# Dones del Espíritu en el mormonismo
Este artículo trata sobre las opiniones sobre los dones del espíritu en el mormonismo. Para saber cómo ve el cristianismo en su conjunto los dones espirituales, véase Don espiritual.

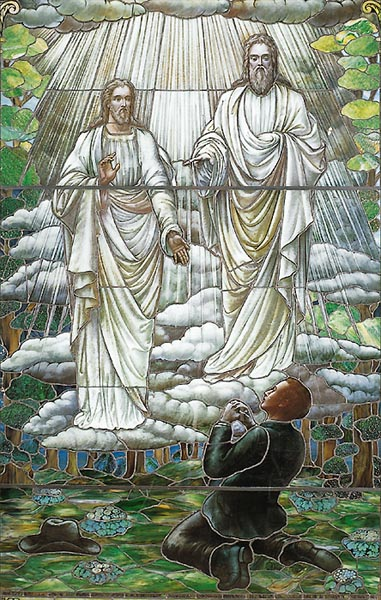
Representación en vitral de la Primera Visión de José Smith, realizada en 1913 por un artista desconocido (Museo de Historia y Arte de la Iglesia).

En el mormonismo, los dones del Espíritu son dotes espirituales que proporcionan beneficios al receptor y a aquellos a quienes sirve. El séptimo Artículo de Fe declara: "Creemos en el don de lenguas, profecía, revelación, visiones, sanidad, interpretación de lenguas, etc." Tanto hombres como mujeres pueden recibir dones espirituales. Son un componente importante tanto en las creencias básicas como en la vida diaria de los mormones.

## Forma de adquisición
Mientras que algunos cristianos carismáticos creen que los dones espirituales son una dotación arbitraria de la gracia, una idea mormona importante es que los dones espirituales pueden ser otorgados por Dios a un individuo a través de la búsqueda diligente y una vida recta. Algunos dones se desarrollan en la existencia premortal. Otros dones espirituales se desarrollan durante la vida mortal y se identifican por las bendiciones del sacerdocio. Por ejemplo, muchos mormones reciben una bendición patriarcal que puede revelar algunos dones espirituales por revelación. Para aquellos que son miembros de la Iglesia de Jesucristo de los Santos de los Últimos Días (Iglesia SUD), esta bendición está registrada y guardada en los archivos oficiales de la iglesia.
En la vida contemporánea de la Iglesia de Jesucristo de los Santos de los Últimos Días, los dones espirituales se asocian más a menudo con el don del Espíritu Santo, que se otorga por la imposición de manos después del bautismo en una ordenanza llamada confirmación. Durante la ordenanza, la persona que se confirma recibirá la amonestación verbal de "recibir el Espíritu Santo".  A partir de este momento, la persona tendrá derecho a la compañía constante del Espíritu Santo si tiene fe en Jesucristo y se encuentra en un estado de verdadero arrepentimiento. El receptor también tendrá derecho a recibir revelación personal.
No existe un consenso claro entre los pensadores mormones sobre si los no mormones, que no han recibido el don del Espíritu Santo, pueden o no disfrutar de los dones espirituales. Las primeras referencias mormonas no hacen hincapié en la idea de que los dones espirituales se basan enteramente en el don del Espíritu Santo, mientras que las opiniones contemporáneas a menudo lo hacen. Sin embargo, el sitio web oficial de la Iglesia SUD tiene la siguiente cita: "Como el Profeta José Smith enseñó, los dones del Espíritu 'se obtienen a través de ese medio' [el Espíritu Santo] y "no se pueden disfrutar sin el don del Espíritu Santo... El mundo en general no puede saber nada de ellos". (Enseñanzas del Profeta José Smith, comp. Joseph Fielding Smith, Salt Lake City: Deseret Book Co., 1938, págs. 243, 245; véase también Elder Marion G. Romney en Conference Report, abr. 1956, pág. 72).

## Objetivo
Muchos mormones creen que los dones espirituales se pueden recibir de acuerdo a las necesidades y capacidad del individuo y a las necesidades de otros a su alrededor. Estos dones se dan para beneficiar a aquellos que aman a Dios en su camino hacia la vida eterna. También sirven como señales de los verdaderos creyentes.

## Polémica
La creencia de que los dones espirituales existen en la era actual es denominada ccontinuacionismo por algunos teólogos y estudiosos de la religión. Por el contrario, la creencia de que los dones espirituales ya no funcionan se denomina cesacionismo. Los continuacionistas generalmente creen que los cesacionistas carecen de fe. En consonancia con el racionalismo de la era moderna, los cesacionistas generalmente creen que los continuacionistas son engañadores o mentalmente enfermos.

## Evolución histórica y pérdida de relevancia
A principios del siglo XIX, la reivindicación de los mormones de los dones espirituales sobrenaturales era muy común. Los dones espirituales se promovían en himnos, como "El reino de Dios como fuego aparece", que se incluyó en el primer himnario de los Santos de los Últimos Días en 1835. Sin embargo, con el paso del tiempo, el sobrenaturalismo ha perdido énfasis como expresión normativa dentro del mormonismo. Esta pérdida de énfasis es coherente con el patrón general de un movimiento religioso joven y carismático que experimenta la petrificación del carisma debido a las nuevas normas doctrinales, los rituales fijos y la formulación de políticas de las instituciones burocráticas.
En cuanto al don de lenguas, algunos de los primeros mormones afirmaban que su glosolalia ("hablar en lenguas en un idioma sagrado desconocido para cualquier ser humano") era una expresión de la lengua adánica pura. Sin embargo, a partir de junio de 1839, la glosolalia perdió énfasis en favor de la xenoglosia menos sobrenatural ("hablar en lenguas en un idioma que podría haber sido aprendido por medios naturales"). En lo que respecta al don de sanación, las expresiones aisladas de sanación sobrenatural han perdido énfasis en favor de consolar a los enfermos a través de las bendiciones del sacerdocio bajo el patrocinio institucional. Hoy en día, pocos mormones afirman experimentar el sobrenaturalismo, aunque hay una mayor creencia en los dones sobrenaturales dentro del fundamentalismo mormón en comparación con la Iglesia SUD. Cuando se afirma el sobrenaturalismo en el mormonismo contemporáneo, hay una tendencia a atribuir la experiencia a un acto directo de Dios en lugar de un acto indirecto a través de la mediación de los dones espirituales.

## Apéndice: lista de dones espirituales en el mormonismo primitivo
Algunos de los dones espirituales que se encuentran en las primeras fuentes exclusivas mormonas incluyen:
- dones de profecía (que incluyen tanto la capacidad de testimonio como la de predicción)[nota 1]
- dones del conocimiento y la sabiduría[nota 2]
- inspiración para alabar y glorificar a Dios y alegrarse[nota 3]
- permitiendo al receptor actuar como conducto de los mensajes de Dios a la humanidad[nota 4]
- recibir palabras inspiradas y correctas en circunstancias difíciles[nota 5]
- el poder de crear o restaurar [nota 6]
- recibir confirmación de identidad y afiliación[nota 7]
- dones de esperanza y amor perfecto (caridad)[nota 8]
- capacidad para dirigir reuniones eclesiásticas[nota 9]
- capacidad para establecer la iglesia y la fe de Dios, e identificar a los elegidos por Dios para los sacerdocios y llamamientos[nota 10]
- capacidad para recibir inspiración general y específica sobre la vida cotidiana[nota 11]
- dones de la fe[nota 12]
- capacidad de discernimiento de los espíritus (incluida la fisonomía y la clarividencia)[nota 13]
- dones de sanar a otros y la capacidad de ser sanado[nota 14]
- dones para obrar milagros[nota 15]
- don de lenguas[nota 16]
- capacidad de expulsar demonios (exorcismo)[nota 17]
- investidura divina de autoridad y sacerdocio[nota 18]
- remisión de los pecados y purificación[nota 19]
- capacidad para recibir ayuda general (deseos)[nota 20]
- dones del ministerio angélico[nota 21]
- capacidad de recibir e interpretar sueños (visiones dormidas)[nota 22]
- protección (rescate) de enemigos, serpientes, venenos, heridas, demonios, maldad y todo problema[nota 23]
- salvaguarda del hogar[nota 24]
- avisos de peligro[nota 25]
- capacidad de pasar desapercibido o intacto[nota 26]
- dones de visiones en vigilia y ascensión[nota 27]
- capacidad de recordar cosas una vez conocidas (memoria)[nota 28]
- capacidad para controlar el clima[nota 29]
- dones de salud, prosperidad y éxito[nota 30]
- dones de la posteridad[nota 31]
- dones de paz y consuelo[nota 32]
- respeto de los líderes mundiales[nota 33]
- dones de gloria divina y transfiguración[nota 34]
- capacidad de marchitar, consumir, quemar, sacudir, conmocionar o matar a los enemigos[nota 35]
- capacidad de bendecir (atar) y maldecir (desatar | repeler) a un individuo o grupo por cumplir o desafiar la ley de Dios[nota 36]
- don de la vida eterna (deificación)[nota 37]